# Ulvenhout
Ulvenhout è una località e un'ex-municipalità dei Paesi Bassi situata nella provincia del Brabante Settentrionale. Soppressa il 1º gennaio 1997, il suo territorio è stato unito a quello di Breda tranne che per una piccola porzione, unita ad Alphen-Chaam.